# Im Dickicht des Pelion
Im Dickicht des Pelion ist ein 1941 erschienener Roman des Schriftstellers Werner Helwig. Er ist der zweite Teil der so genannten Hellas-Trilogie.

## Entstehungsgeschichte
1935 durchstreifte Helwig zusammen mit seinem Freund, dem Aussteiger Alfons Hochhauser, den Pelion. Beeindruckt von der geschichtsträchtigen Landschaft, von Hochhausers Erzählungen und den gemeinsamen Erlebnissen entstand das erste Konzept zu dem Roman Raubfischer in Hellas. Was Helwig im Pelion, auch bei seinen beiden weiteren Hellasfahrten zwischen 1935 und 1938 erlebt hat, ist Thema vieler seiner autobiographischen Texte. Helwigs Pelion-Erlebnisse sind auch Grundlage für den Roman Im Dickicht des Pelion. Im Winter 1938/39 begann Helwig mit der Abfassung der Kentauren, wie der ursprüngliche Titel lautete. Als er 1939, kurz vor Kriegsausbruch, in die Schweiz geflüchtet war, weil er fürchtete, zur Wehrmacht eingezogen zu werden, schrieb er in Zürich das Buch zu Ende. 1941 wurde der Roman in Deutschland unter dem Titel Im Dickicht des Pelion veröffentlicht.
Helwig, einer der Schriftsteller, die sich mit dem nationalsozialistischen Deutschland nicht abfinden wollten, konnte den Roman während des Zweiten Weltkriegs veröffentlichen, weil sich der Inhalt thematisch unverfänglich „im ‚Mythen-Binnensee’ griechischer Überlieferung“ abspielte.

## Handlung
Protagonist des Romans ist – wie schon in Raubfischer in Hellas – Clemens, auch Xenophon, der Fremdtönende, genannt, ein Sonderling, der durch seine Eigensinnigkeit und Eigenwilligkeit auffällt. Nachdem er 10 Jahre als Fischer in der Ägäis unterwegs gewesen ist, wird der Seefahrer im Dickicht des Pelion, der Heimat der Kentauren, zum „Landfahrer“, der durch sein Auftreten und sein Verhalten das Leben der Pelion-Bewohner aufwirbelt. „Der bringt jeden ins Unglück, ob er will oder nicht, das ist seine Natur“, heißt es von ihm.

In dem Hafenstädtchen Chorefto an der nördlichen Pelionküste ist Clemens Stammgast einer Schenke, die Anziehungspunkt für viele Männer ist. Clemens ist verliebt in die Wirtin Charikli, Tochter von Fassbauer Weinas. Sie heiratet den Fischer Jorgos und treibt ihren Spott mit Clemens. Liebeslohn erhoffend, lässt er sich von ihr gegen den Messerstecher Mitcheas aufhetzen, um Charikli von ihm zu befreien, und erlebt dann, dass Charikli ihren Mann verlässt, um mit Mitscheas durchzubrennen. Im Kampf mit Mitcheas wird Clemens lebensgefährlich verletzt. Dass er überlebt, ist seinem Freund, dem Maultierbesitzer Archileo, zu verdanken, was Clemens mit Lügen „würdigt“. Er fährt noch einmal mit dem Boot zum Fischfang hinaus, hat aber kein Fischerglück.
Clemens beginnt herumzustrolchen, raubt Dinge wie Trauben und Kohle und hält sich durch deren Verkauf über Wasser. Um diesem Leben ein Ende zu bereiten, verdingt er sich in einem Kloster als Arbeiter für einen Kapellenbau, überlegt, ob er nicht Mönch werden sollte, brüskiert dann aber den Abt derart durch Ausfälligkeiten, dass er die Arbeitsstelle verlassen muss. Ein zweifelhaftes Geschäft mit Schnapshändlern, ein großes Besäufnis und ein Unwetter, durch das sein Boot aus den Fugen gerät, machen ihn völlig mittellos. Schließlich tritt er als Sauhirte in den Dienst des berühmt-berüchtigten Grundbesitzers und Lebemannes Samsarellos, der in der Welt weit herumgekommen ist und im geheimnisumwitterten Gebiet der Ruinenstadt Mizella über Land und Leute herrscht, darunter der Arbeiter Mitschu, Sohn des Herdenbesitzers Asbolos und Bruder der Hirtin Katina. Clemens lebt dort in enger Verbundenheit mit seinen Tieren. Sein Schlafquartier ist eine alte hohle Riesenplatane. Da Clemens sich auf die Hirtin Katina einlässt, sucht ihr Freund, der Hirte und Flötenspieler Evangeli, Clemens zu vernichten. Er legt einen Waldbrand, in dem viele Tiere zu Tode kommen.
Für Clemens spitzt sich die Lage dadurch zu, dass er sich sowohl auf die junge Katina, als auch die junge Margitza einlässt. Als am Fest des Heiligen Georg in Mizella die Bewohner dieser Gegend und Clemens zusammenkommen, wird Clemens, vor dem sich alle eigentlich ein wenig fürchten, lächerlich gemacht und gedemütigt. Margitzas Vater, der das Liebesspiel seiner Tochter mit Clemens beobachtet hat, verlangt Wiedergutmachung durch Heirat. Clemens jedoch weigert sich und provoziert ihn derart, dass Galanis ihm die Augen auszubrennen versucht. Wenig später wird Margitzas Leiche in einer Schlucht gefunden. Clemens kommt ins Gerede. Bei Samsarellos weiterzuarbeiten, ist ihm nicht mehr möglich. Er steigt aus seinem Landleben aus. Er ist ein anderer geworden. Als er über die Katzenbuckelbrücke geht, fällt ein Schuss. Evangeli hat daneben getroffen. Clemens kehrt in sein Leben als Fischer zurück; denn „das Meer ist unser aller unvergängliche Mutter“.

## Über das Werk
Unter Helwigs Romanen gilt Im Dickicht des Pelion als seine „poetischste Arbeit“. Das novellistisch „eingefangene“ Schicksal des Protagonisten „ist in den Rahmen lyrischer Prosa gefügt, in den Hymnus auf die schrankenlose Vitalität der mediterranen Vegetation“. Richard Bersch sieht das Werk „dem romantischen Roman nahestehend“. Es ist auch ein Initiationsroman, in dem Clemens zu Beginn, in Liebeshändel verstrickt und als Fischer nicht sehr erfolgreich, immer mehr in unwürdige Diebereien abgleitet. Erst als er als Hirte Verantwortung übernimmt, kommt er zu sich selbst. Der Schluss sieht ihn dann allerdings wieder in ungesicherten Verhältnissen als Fischer auf dem Meer. Auf die Poetik der Romantik verweist auch die Vermischung von Erzählungen, Träumen, Mythen, Volksliedern und lyrischen Passagen.

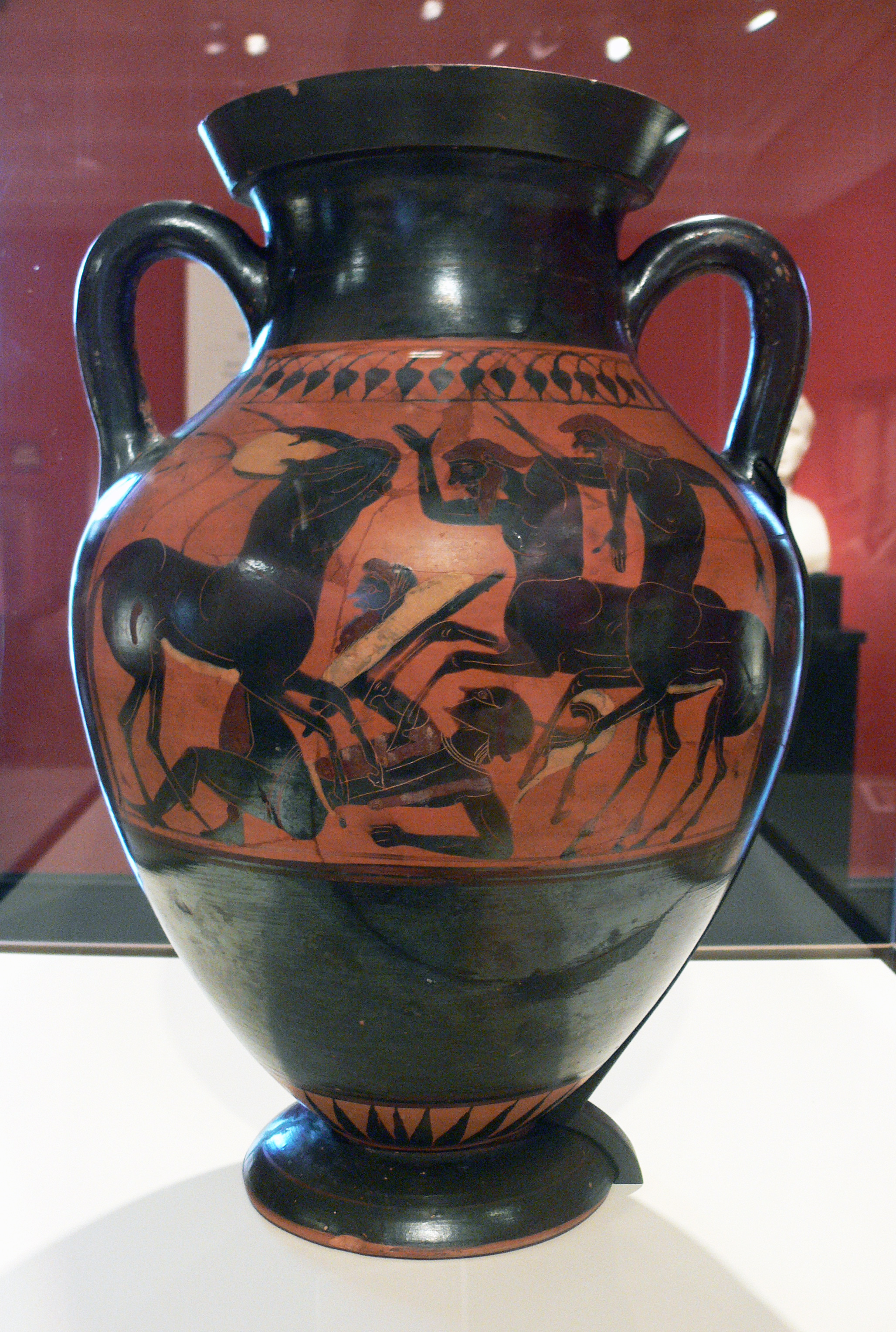
Kampf zwischen Lapithen und Kentauren, attische Bauchamphora, zwischen 550 und 525 v. Chr.

 Und als „romantische Verzauberung des Gewöhnlichen“ ist das Personenverzeichnis am Anfang zu sehen, in dem alle Handelnden aufgeführt und in Lapithen, Kentauren und „Gewöhnliche Personen“ eingeteilt werden. Unter letzteren sind Tiere, aber auch Gespenster und das Boot von Clemens aufgeführt. Clemens selbst zählt zu den Kentauren, den Rossmännern (halb Tier, halb Mensch).
Eine Schlüsselszene des Romans ist der nächtliche Traum, in dem Clemens beim Graben im Lehmboden des Pelion auf das gewaltige Erzhaupt eines Kolosses stößt, dessen Leib sich durch den ganzen Pelion erstreckt – „der Leib eines in Kupfer erstarrten Rossmannes“. Lapithen und Kentauren verstehen sich nicht und bekriegen einander, auch innerhalb der Lager von Lapithen wie Kentauren kommt es immer wieder zu blindwütigen Ausbrüchen von Zorn, Hass, Feindschaft und Gewalt. „In der Bildersprache des Traums wird der Pelion nicht nur als eine mythische, d. h. vom Wesen des Kentauren geprägte Landschaft bezeichnet, sondern auch Clemens’ Handlungsweise in diesem mythischen Raum als ein Eindringen in dessen Wesenstiefe gedeutet.“ Der Kentaur „symbolisiert die geistig-körperliche Doppelnatur des Menschen“.

## Wirkungen
In der Bündischen Jugend stieß der Roman – ebenso wie der erste Teil der Hellas-Trilogie, Raubfischer in Hellas – auf großes Interesse und wurde bis in die Gegenwart zum Anlass, den Pelion auf Helwigs Spuren zu erkunden. So folgen Jugendgruppen im Pelion den Fährten Helwigs und denen seines Protagonisten Clemens und berichten in ihren Schriften davon.
Aber nicht nur Gruppen aus der Jugendbewegung sind es, die, fasziniert von Helwigs Hellas-Romanen, die Handlungsorte aufsuchen. Die Mehrzahl der Gäste, die Alfons Hochhauser in seinen einfachen Unterkünften im Pelion zwischen 1957 und 1980 beherbergte, hatten die Helwig-Romane gelesen und wollten „die Literatur in das Erlebnis rückübersetzen.“ Nicht wenige von ihnen haben sich im Pelion niedergelassen.
Die Schriftstellerin Jeannie Ebner war von dem Roman ebenfalls so fasziniert, dass sie trotz Widrigkeiten schließlich mit Freunden nach Griechenland fuhr, um sich am Ort des Romangeschehens einen Eindruck zu verschaffen.

## Ausgaben
- 1941: J. Asmus, Leipzig
- 1951: J. Asmus, Konstanz (Neudruck)
- 1961: Jakob Hegner, Köln; Olten
- 1981: Fischer-Taschenbuch-Verlag, Frankfurt am Main, ISBN 3-596-22516-7
- 1991: Reclams Universal-Bibliothek Nr. 8705, Stuttgart, ISBN 3-15-008705-8
- 2000: Reclam, Ditzingen, ISBN 3-15-008706-6
- 2016: Fischer-Taschenbuch, ISBN 978-3-596-31052-4 und Fischer E-Book, ISBN 978-3-10-561053-4